# Der unvergleichliche Jeeves
Der unvergleiche Jeeves (Originaltitel: The inimitable Jeeves) ist eine heitere Kurzgeschichtensammlung des britisch-amerikanischen Schriftstellers P. G. Wodehouse, die wegen ihrer lose über den wiederkehrenden Protagonisten Bingo Little zusammenhängenden Handlung auch als Roman vermarktet wird. Protagonisten sind jedoch der britische Dandy Bertie Wooster und sein Kammerdiener Jeeves und es ist nach My Man Jeeves (1919) die zweite Kurzgeschichtensammlung mit diesen Figuren, die herausgegeben wurden.  Neben Bertie und Jeeves spielen auch Berties respekteinflößende Tante Agatha sowie Roderick Glossop und seine Tochter  Honoria in den Erzählungen eine Rolle.
Die britische Erstveröffentlichung der Kurzgeschichtensammlung erfolgte am 17. Mai 1923 durch den Verlag Herbert Jenkins Ltd. Am 28. September 1923 kam die Sammlung auch in den Vereinigten Staaten unter dem Titel Jeeves auf den Markt.

## Erstveröffentlichung der einzelnen Kurzgeschichten
In der Sammlung sind 11 zuvor veröffentlichte Erzählungen vereinigt, wobei bei den Erstauflagen die ersten sechs und die letzte Geschichte in je zwei Kapitel geteilt wurde, so dass ein Buch mit insgesamt 18 Kapiteln entstand. In Großbritannien waren alle Kurzgeschichten zuvor im Strand Magazine zu lesen gewesen.
Abgesehen von der Kurzgeschichte „Jeeves and the Chump Cyril“ erschienen in Großbritannien die Kurzgeschichten zwischen Dezember 1921 und November 1922 im Strand Magazine. „Jeeves and the Chump Cyril“ war bereits im August 1918 in diesem Blatt erschienen. In den USA war diese Kurzgeschichte im Juni 1918 in der Saturday Evening Post erschienen.

## Handlung
In sieben der ursprünglich 11 Kurzgeschichten ist Bingo Little wesentlicher Protagonist, der sich nacheinander in die Kellnerin eines Cafés, in Roderick Glossops Tochter Honoria, in Daphne Braythwayt, in die politisch engagierte Charlotte Corday Rowbotham, Lady Cynthia Wickhammersley und Mary Burgess verliebt und schließlich im letzten Kapitel Rosie M. Banks heiratet, die überaus erfolgreiche Autorin sentimentaler Frauenromane. Es spielen in den Erzählungen allerdings nicht nur die Liebesabenteuer von Bingo Little eine Rolle: Bertie Wooster wird nach Roville-sur-mer beordert, nachdem Tante Agatha eine junge Frau dort kennengelernt hat, von der sie überzeugt ist, dass sie für Bertie eine geeignete Ehepartnerin abgäbe. Die junge Frau stellt sich allerdings als Trickbetrügerin heraus und nur Jeeves gezieltes Eingreifen verhindert, dass sie Tante Agathas wertvolle Perlen stiehlt. Wenig später ist Honoria Glossop der festen Überzeugung, dass Bertie Wooster in sie verliebt ist. Wie später auch bei Florence Craye (Jeeves übernimmt das Ruder, Ohne mich, Jeeves!) und Madeline Bassett (Dann eben nicht, Jeeves, Alter Adel rostet nicht) ist Bertie Wooster außer Stande, Honoria darüber aufzuklären, dass sie hier einer Fehleinschätzung unterliegt. Es bedarf wie immer des Eingreifens von Jeeves, um auch dieses Problem zu erledigen: Als Sir Roderick bei Bertie Wooster zum Lunch eingeladen ist, kommt der gewichtige Nervenarzt auf Grund der dutzenden von Katzen und dem Fischkopf in Berties Schlafzimmer zu dem Schluss, dass es um die geistige Verfassung von Bertie nicht zum besten steht. Dies ist auch das Ende von Honorias Heiratsabsichten.

## Einzelbelege
1. ↑  McIlvaine, E., Sherby, L.S. and Heineman, J.H. (1990) P.G. Wodehouse: A comprehensive bibliography and checklist. New York: James H. Heineman, ISBN 0-87008-125-X. S. 41–42.